# Gino Munaron
Virginio Lugli Munaron (dit Gino), né le 2 avril 1928 à Turin et mort le 22 novembre 2009 à Valenza, est un ancien pilote automobile italien. Il a débuté en sport automobile en 1949, au volant d'une Ford modifiée. Dans les années 1950, il s'illustra en rallye et dans les épreuves d'endurance principalement sur Maserati, Ferrari ou Abarth, remportant de nombreuses victoires de classe. En 1960, il fit ses débuts en championnat du monde de Formule 1 au volant d'une Maserati 250F, terminant treizième de l'épreuve. Il disputa trois autres Grands Prix cette même année sur une Cooper T51, sans plus de succès. 